# Giro del Belgio 2009
Il Giro del Belgio 2009, settantanovesima edizione della corsa e valida come evento UCI Europe Tour 2009 categoria 2.HC, si svolse dal 27 al 31 maggio 2009, per un percorso totale di 750,1 km suddiviso in 5 tappe. Fu vinto dall'olandese Lars Boom che terminò la corsa con il tempo di 17 ore, 56 minuti e 30 secondi alla media di 41,8 km/h.
Partenza a Tervuren con 143 ciclisti, dei quali 133 portarono a termine il giro a Herzele.

## Tappe
| Tappa  | Data      | Percorso                              | km    | Vincitore di tappa | Leader cl. generale |
| ------ | --------- | ------------------------------------- | ----- | ------------------ | ------------------- |
| 1ª     | 27 maggio | Tervuren > Tervuren                   | 185,4 | Sergej Ivanov      | Sergej Ivanov       |
| 2ª     | 28 maggio | Buggenhout > Knokke-Heist             | 191,8 | Borut Božič        | Borut Božič         |
| 3ª     | 29 maggio | Knokke-Heist > Temse                  | 181,7 | Borut Božič        | Borut Božič         |
| 4ª     | 30 maggio | Fléron > Fléron                       | 174,5 | Bert De Waele      | Lars Boom           |
| 5ª     | 31 maggio | Herzele > Herzele (Cron. individuale) | 16,7  | Sébastien Rosseler | Lars Boom           |
| Totale | Totale    | Totale                                | 750,1 |                    |                     |

## Squadre e corridori partecipanti
| N.    | Cod. | Squadra                         |
| ----- | ---- | ------------------------------- |
| 1-8   | SIL  | Silence-Lotto                   |
| 11-18 | QST  | QuickStep                       |
| 21-28 | KAT  | Team Katusha                    |
| 31-38 | RAB  | Rabobank                        |
| 41-48 | FLM  | Ceramica Flaminia-Bossini Docce |
| 51-58 | SKS  | Skil-Shimano                    |
| 61-68 | VAC  | Vacansoleil Pro Cycling Team    |
| 71-78 | TSV  | Topsport Vlaanderen-Mercator    |
| 81-88 | LAN  | Landbouwkrediet-Colnago         |

| N.      | Cod. | Squadra                   |
| ------- | ---- | ------------------------- |
| 91-98   | LPR  | LPR Brakes-Farnese Vini   |
| 101-108 | BKP  | BKCP-Powerplus            |
| 111-118 | BMC  | BMC Racing Team           |
| 121-128 | SUN  | Sunweb Pro Job            |
| 131-138 | JVB  | Jong Vlaanderen-Bauknecht |
| 141-148 | CSF  | CSF Group-Navigare        |
| 151-158 | WIL  | Verandas Willems          |
| 161-168 | PCO  | Palmans Cras              |
| 171-178 | PCW  | Lotto-Bodysol             |

## Dettagli delle tappe

### 1ª tappa
- 27 maggio: Tervuren > Tervuren – 185,4 km

Risultati
| Pos. | Corridore     | Squadra     | Tempo    |
| ---- | ------------- | ----------- | -------- |
| 1    | Sergej Ivanov | Katusha     | 4h17'35" |
| 2    | Graeme Brown  | Rabobank    | s.t.     |
| 3    | Borut Božič   | Vacansoleil | s.t.     |

| Pos. | Corridore     | Squadra     | Tempo    |
| ---- | ------------- | ----------- | -------- |
| 1    | Sergej Ivanov | Katusha     | 4h17'25" |
| 2    | Graeme Brown  | Rabobank    | a 4"     |
| 3    | Borut Božič   | Vacansoleil | s.t.     |

### 2ª tappa
- 28 maggio: Buggenhout > Knokke-Heist – 191,8 km

Risultati
| Pos. | Corridore        | Squadra     | Tempo    |
| ---- | ---------------- | ----------- | -------- |
| 1    | Borut Božič      | Vacansoleil | 4h38'21" |
| 2    | Alberto Ongarato | LPR Brakes  | s.t.     |
| 3    | Graeme Brown     | Rabobank    | s.t.     |

| Pos. | Corridore     | Squadra     | Tempo    |
| ---- | ------------- | ----------- | -------- |
| 1    | Borut Božič   | Vacansoleil | 8h55'40" |
| 2    | Sergej Ivanov | Katusha     | a 4"     |
| 3    | Graeme Brown  | Rabobank    | a 6"     |

### 3ª tappa
- 29 maggio: Knokke-Heist > Temse – 181,7 km

Risultati
| Pos. | Corridore         | Squadra      | Tempo    |
| ---- | ----------------- | ------------ | -------- |
| 1    | Borut Božič       | Vacansoleil  | 3h48'06" |
| 2    | Danilo Napolitano | Katusha      | s.t.     |
| 3    | Kristof Goddaert  | Topsport Vl. | s.t.     |

| Pos. | Corridore     | Squadra     | Tempo     |
| ---- | ------------- | ----------- | --------- |
| 1    | Borut Božič   | Vacansoleil | 12h43'36" |
| 2    | Sergej Ivanov | Katusha     | a 14"     |
| 3    | Graeme Brown  | Rabobank    | a 15"     |

### 4ª tappa
- 30 maggio: Fléron > Fléron – 174,5 km

Risultati
| Pos. | Corridore         | Squadra         | Tempo    |
| ---- | ----------------- | --------------- | -------- |
| 1    | Bert De Waele     | Landbouwkrediet | 4h51'30" |
| 2    | Greg Van Avermaet | Silence         | s.t.     |
| 3    | Lars Boom         | Rabobank        | s.t.     |

| Pos. | Corridore         | Squadra         | Tempo     |
| ---- | ----------------- | --------------- | --------- |
| 1    | Lars Boom         | Rabobank        | 17h35'31" |
| 2    | Greg Van Avermaet | Silence         | a 1"      |
| 3    | Bert De Waele     | Landbouwkrediet | s.t.      |

### 5ª tappa
- 31 maggio: Herzele > Putte – Cronometro individuale – 16,7 km

Risultati
| Pos. | Corridore          | Squadra   | Tempo  |
| ---- | ------------------ | --------- | ------ |
| 1    | Sébastien Rosseler | QuickStep | 20'53" |
| 2    | Lars Boom          | Rabobank  | a 6"   |
| 3    | Stef Clement       | Rabobank  | a 9"   |

| Pos. | Corridore       | Squadra   | Tempo     |
| ---- | --------------- | --------- | --------- |
| 1    | Lars Boom       | Rabobank  | 17h56'30" |
| 2    | Koos Moerenhout | Rabobank  | a 18"     |
| 3    | Dominique Cornu | QuickStep | a 28"     |

## Evoluzione delle classifiche
| Tappa              | Vincitore          | Classifica generale Maglia nera | Classifica a punti Maglia gialla | Classifica sprint Maglia rossa | Classifica giovani Maglia blu | Classifica a squadre |
| ------------------ | ------------------ | ------------------------------- | -------------------------------- | ------------------------------ | ----------------------------- | -------------------- |
| 1ª                 | Sergej Ivanov      | Sergej Ivanov                   | Sergej Ivanov                    | Sep Vanmarcke                  | Sep Vanmarcke                 | Skil-Shimano         |
| 2ª                 | Borut Božič        | Borut Božič                     | Borut Božič                      | Sep Vanmarcke                  | Sep Vanmarcke                 | Skil-Shimano         |
| 3ª                 | Borut Božič        | Borut Božič                     | Borut Božič                      | Sep Vanmarcke                  | Sep Vanmarcke                 | Skil-Shimano         |
| 4ª                 | Bert De Waele      | Lars Boom                       | Borut Božič                      | Jürgen Roelandts               | Lars Boom                     | Rabobank             |
| 5ª                 | Sébastien Rosseler | Lars Boom                       | Borut Božič                      | Jürgen Roelandts               | Lars Boom                     | Rabobank             |
| Classifiche finali | Classifiche finali | Lars Boom                       | Borut Božič                      | Jürgen Roelandts               | Lars Boom                     | Rabobank             |

## Classifiche finali

### Classifica generale
| Pos. | Corridore         | Squadra         | Tempo     |
| ---- | ----------------- | --------------- | --------- |
| 1    | Lars Boom         | Rabobank        | 17h56'30" |
| 2    | Koos Moerenhout   | Rabobank        | a 18"     |
| 3    | Dominique Cornu   | QuickStep       | a 28"     |
| 4    | Thomas Dekker     | Silence         | a 32"     |
| 5    | Greg Van Avermaet | Silence         | a 1'11"   |
| 6    | Marco Marcato     | Vacansoleil     | s.t.      |
| 7    | Bert De Waele     | Landbouwkrediet | a 1'26"   |
| 8    | Jürgen Roelandts  | Silence         | a 1'33"   |
| 9    | Sergej Ivanov     | Katusha         | a 1'59"   |
| 10   | Jan Bakelants     | Topsport Vl.    | a 2'12"   |

### Classifica a punti
| Pos. | Corridore        | Squadra     | Punti |
| ---- | ---------------- | ----------- | ----- |
| 1    | Borut Božič      | Vacansoleil | 88    |
| 2    | Jürgen Roelandts | Silence     | 60    |
| 3    | Graeme Brown     | Rabobank    | 60    |
| 4    | Alberto Ongarato | LPR Brakes  | 50    |
| 5    | Lars Boom        | Rabobank    | 41    |

### Classifica sprint
| Pos. | Corridore        | Squadra      | Punti |
| ---- | ---------------- | ------------ | ----- |
| 1    | Jürgen Roelandts | Silence      | 28    |
| 2    | Sep Vanmarcke    | Jong Vlaand. | 26    |
| 3    | Lars Boom        | Rabobank     | 19    |
| 4    | Geert Omloop     | Palmans Cras | 16    |
| 5    | Ken Vanmarcke    | Jong Vlaand. | 16    |

### Classifica giovani
| Pos. | Corridore         | Squadra      | Punti     |
| ---- | ----------------- | ------------ | --------- |
| 1    | Lars Boom         | Rabobank     | 17h56'30" |
| 2    | Dominique Cornu   | QuickStep    | a 28"     |
| 3    | Greg Van Avermaet | Silence      | a 1'11"   |
| 4    | Jürgen Roelandts  | Silence      | a 1'33"   |
| 5    | Jan Bakelants     | Topsport Vl. | a 2'12"   |

### Classifica a squadre
| Pos. | Squadra                 | Tempo     |
| ---- | ----------------------- | --------- |
| 1    | Rabobank                | 53h51'12" |
| 2    | Silence-Lotto           | a 1'23"   |
| 3    | Landbouwkrediet-Colnago | a 11'50"  |
| 4    | Quick Step              | a 11'53"  |
| 5    | BMC Racing Team         | a 14'10"  |